# يانوش كوالسكي
يانوش كوالسكي (بالبولندية: Janusz Kowalski)‏ هو دراج بولندي، ولد في 8 يونيو 1952 في سفيبودزين في بولندا.

## وصلات خارجية
- يانوش كوالسكي على موقع أرشيف الدراجات (الإنجليزية)
- يانوش كوالسكي على موقع إحصائيات الدراجات الإحترافية (الإنجليزية)